# Florica Topârceanu
Florica Topârceanu (n. 14 iunie 1954, București, România) este o cercetătoare a Antarcticii, cel mai bine cunoscută pentru munca sa cu privire la virușii acvatici antarctici și pentru dezvoltarea comunității științifice antarctice în România. Ea a fost prima biologă din România care a studiat viața în Antarctica și prima femeie care a participat din partea României ca expertă la Tratatul Antarctic.

## Viața timpurie și educație
Florica Topârceanu s-a născut pe data de 14 iunie 1954, în România. Ea a studiat biologia la Universitatea din București între 1973-1977, specializarea biochimie. Și-a terminat masteratul în 1978. În următorii douăzeci de ani a lucrat la Institutul de Virusologie Ștefan S. Nicolau din cadrul Academiei Române în departamentele de Biologie Moleculară Virală (1983-1990), Imunochimie Virală (1990-1993), Etiopatogenia virozelor (1994-1999), Inginerie Genetică Virală (2000-2004), Centrul Național de Referință pentru Gripă și Viroze Respiratorii (1992-2004), Terapie Anti-virală (2004-2009). În 1999 i-a fost acordat titlul de doctor  în biochimie din partea Universității din București.

## Cariera și impact
Topârceanu e interesele de cercetare sunt Antarctica acvatice viruși și o vastă experiență în cercetare se concentrează pe științele vieții, a oamenilor și a biosferei. Ea este membru fondator și Secretar Științific al Comisiei Naționale pentru Cercetări Antarctice (NCAR) din România, precum și ca fiind capul de Viață Extreme de Laborator la Institutul de Virusologie 'Stefan Nicolau' al Academiei române. Topârceanu este unul dintre inițiatorii unei Cercetări Arctice și Antarctice Departament în cadrul Institutului român pentru Științe Biologice (INCDSB).
Topârceanu a fost prezentă la inaugurarea Stației Law-Racoviță
(Australia-România) din Dealurile Larsemann, Antarctica de Est, pe 20 februarie 2006. Topârceanu a fost, după Emil Racoviță, primul biolog român, precum și prima femeie biolog română  care a studia viața în Antarctica.
Ea deține un rol central în Comisia Națională pentru Cercetări Antarctice (CNCA) din cadrul Academiei române din București (România) și este actualul Secretar Științific al Biroului Executiv al CNCA.

## Bibligorafie
- E. Tomas, F. Topârceanu, Revue Roumaine de Médecine: Série de virologie, 1986

## Legături externe
- Florica Toparceanu pe LinkedIn